# زندگی (فیلم ۲۰۰۴)
زندگی (انگلیسی: The Life) فیلمی تلویزیونی است که در سال ۲۰۰۴ منتشر شد. از بازیگران آن می‌توان به بروس گرین وود و ایان تریسی اشاره کرد.